# Буршево
Буршево (пол. Burszewo, нім. Burschewen) — село в Польщі, у гміні Сорквіти Мронґовського повіту Вармінсько-Мазурського воєводства.
Населення — 226 осіб (2011).

## Демографія
Демографічна структура станом на 31 березня 2011 року:
|          | Загалом | Допрацездатний вік | Працездатний вік | Постпрацездатний вік |
| -------- | ------- | ------------------ | ---------------- | -------------------- |
| Чоловіки | 114     | 39                 | 64               | 11                   |
| Жінки    | 112     | 31                 | 59               | 22                   |
| Разом    | 226     | 70                 | 123              | 33                   |